# Cucina bahamense

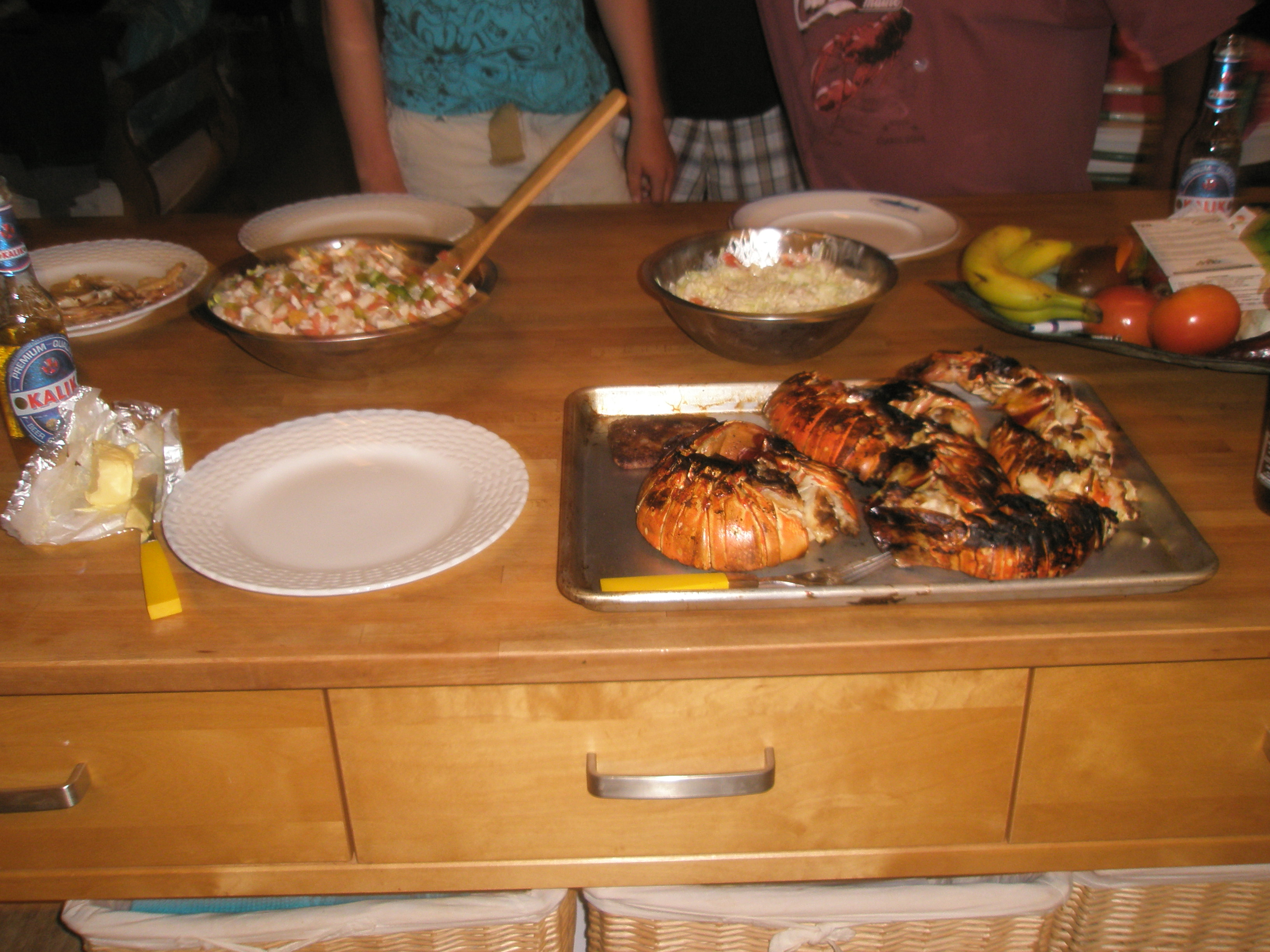
Preparazione di una cena bahamense

La cucina bahamense comprende le abitudini culinarie delle Bahamas, stato insulare circondato da una delle ecoregioni marine più ricche al mondo, il ché consente di disporre prontamente di quasi ogni specie di pesce.

## Storia
Il pesce e i crostacei sono alimenti fondanti della dieta bahamense sin dai tempi dei lucaiani, le antiche popolazioni che abitavano le isole prima dell'arrivo di Colombo. Con la tratta degli schiavi verso le Americhe e con la successiva liberazione dei neri, le popolazioni di origine africana importarono i loro costumi e influenzarono la cucina locale con i loro ingredienti, come la noce moscata, lo zenzero e il peperoncino.
La dominazione britannica influenzò ulteriormente gli stili culinari dell'isola, introducendo ad esempio la cernia in umido o la cottage pie. In un resoconto del 1889 di L. D. Poules sulla colonia britannica delle Bahamas si legge come venissero importati molti prodotti dagli Stati Uniti quali carne, pesche, mele e pere. Ne consegue che anche la cucina statunitense si introdusse nel tessuto sociale dell'isola. Oltre a ciò, l'incremento delle attività turistiche del paese ha permesso la nascita una cucina fusion che mescola stili autoctoni ed esotici. Non è raro infatti imbattersi in salse al mango dolci e speziate oppure in chutney con crostacei alla griglia.

## Connotati principali
Poiché le Bahamas non dispongono di un'agricoltura estensiva, la maggior parte dei prodotti viene importata dagli Stati Uniti. Tuttavia nel paese sono ampiamente disponibili banane, patate, angurie, arance, cipolle, pesce e zucchero di canna. Pur condividendo molti aspetti delle cucine nazionali degli altri paesi caraibici, i cibi bahamensi risultano meno speziati e in essi non si percepisce una forte influenza della cucina indiana come avviene ad esempio in Giamaica e a Trinidad e Tobago.
Gli ingredienti stabili della cucina bahamense sono pesce, riso, grits, patate e caiani. I condimenti sono generalmente a base di aglio, cipolle, coriandolo, peperoncino, cannella, noci di cocco e rum.

## Piatti principali

### Pesce

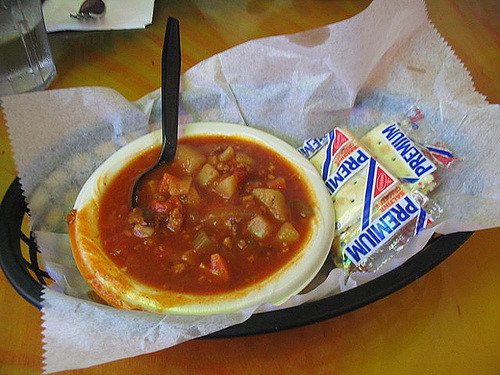
La zuppa di strombo

Il pesce più diffuso nelle Bahamas è lo strombo (conch), un mollusco avvolto in una grande conchiglia dalle tonalità rosa. Durante la Giornata nazionale degli eroi si tengono delle gare durante le quali i partecipanti mostrano la loro destrezza nel rompere un guscio di strombo. Considerato un afrodisiaco, esso viene preparato in svariati modi e può essere impiegato nelle insalate oppure marinato con cipolle, pomodori, cetrioli e sedano e infine condito con succo di limetta. Viene anche usato per preparare una zuppa di pesce oppure delle frittelle (conch fritters) fatte con una pastella di mais, peperoncini dolci, cipolle e pomodori.
Un altro alimento ittico dominante nella dieta bahamense è l'aragosta, che viene pescata tra aprile e agosto. La sua coda può essere grigliata, stufata, cotta al vapore o servita fredda nelle insalate con noci di cocco e succo di limetta. Il granchio di terra è invece disponibile nelle estati piovose e solitamente viene arrostito e servito nel suo guscio con la carne e le sue uova mescolate con briciole di pane. La cernia invece viene impanata e fritta oppure arrostita in una salsa di pomodoro rossa e servita con riso, piselli e patate fritte.
Un piatto tipico delle isole Out è il bonefish con salsa creola, mentre nelle isole Exuma viene mangiata la tartaruga nonostante sia un animale a rischio estinzione.

### Carne e verdure

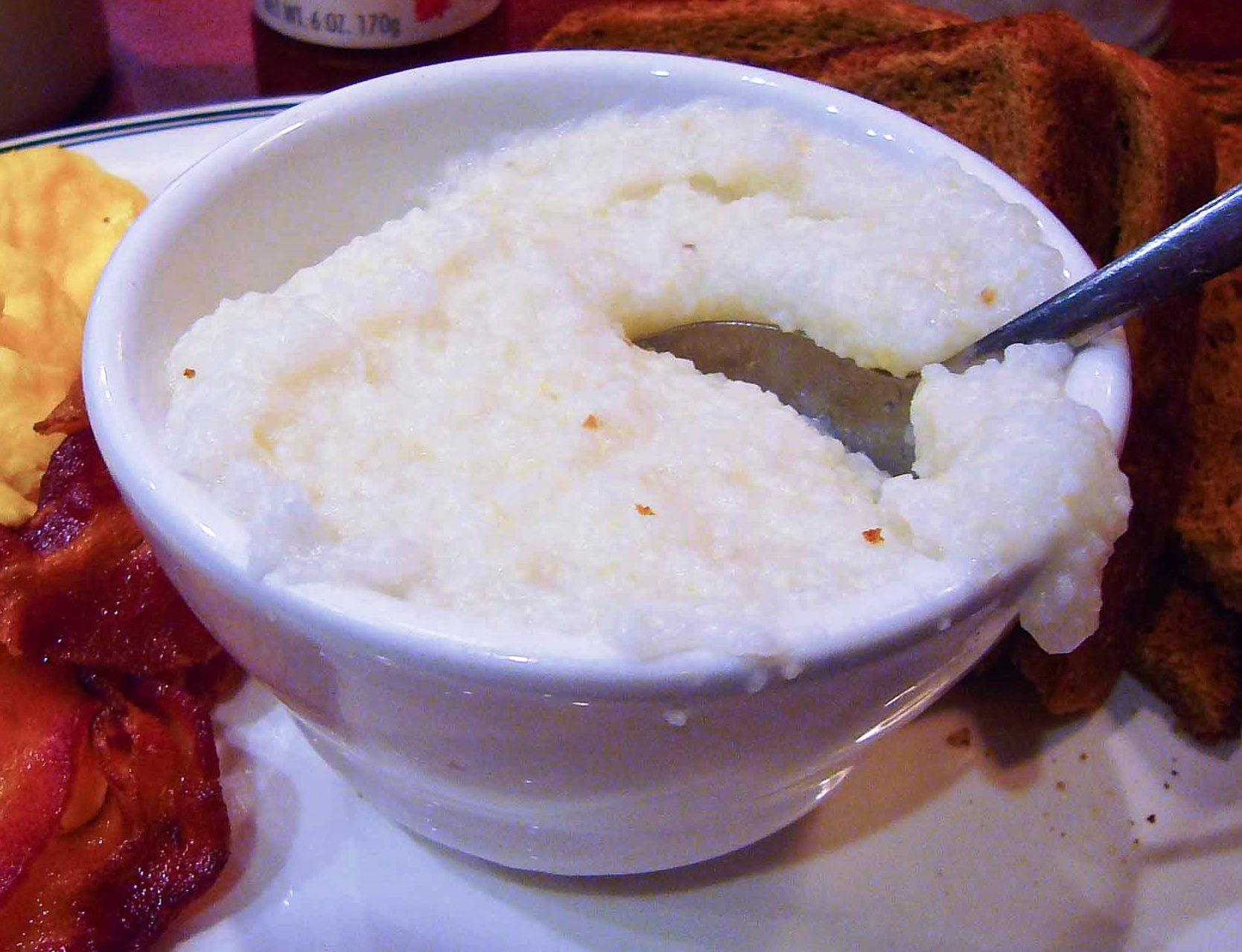
Grits

I piatti bahamensi sono generalmente composti da pesce o stufato accompagnati da patate, riso, piselli, fagioli rossi, caiani e fagioli lima. Le principali fonti di carboidrati sono grits e puree di mais o di patate, mentre tra gli alimenti proteici vi sono braciole di maiale, coda di bue e carne di capra.
Un piatto popolare tra i bahamensi è la souse, che consiste in un bollito di vari tagli di carne economici come la lingua di pecora, alette di pollo, strombo e orecchie di maiale, che viene speziato e condito con succo di limetta e pepe e servito con pane arrostito. Altri piatti derivanti dalla cucina britannica sono il polpettone, i maccheroni al formaggio e il pollo fritto. Tra i contorni più diffusi si menzionano platani fritti e un'insalata di patate e maionese.

### Dolci e frutta
Un dolce tipico della colazione bahamense è il johnnycake, una torta a base di farina di grano, burro, latte, zucchero e lievito chimico. Oltre ai pudding di mais e pane si cita il guava duff, un impasto di farina di grano ripieno di polpa di guava e servito con salsa al rum. Sono disponibili diverse marmellate fatte con frutti tropicali, come la goombay fatta con papaya, ananas e zenzero verde.
Per quanto molta della frutta sia di importazione, nelle Bahamas si trovano facilmente mango, pan di zucchero, papaya e svariati tipi di ananas. La frutta tropicale include anche la guanàbana (un frutto verde e spinoso), la mela zuccherina, la sapotiglia, il giuggiolo, la cainetta e l'ugli (un agrumo rotondo dalla buccia verde).

## Bevande

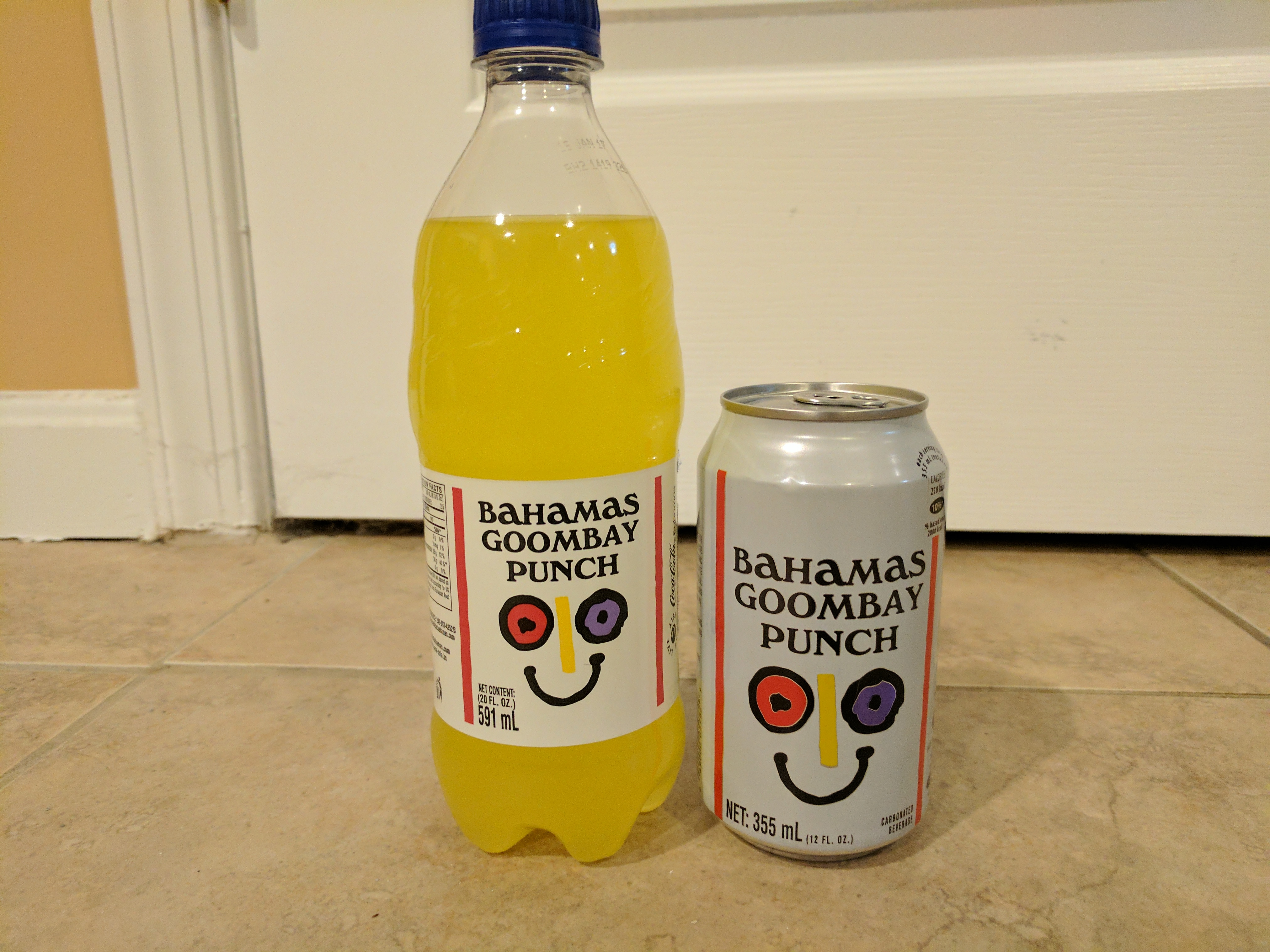
Una bottiglia di goombay punch

Tra le bevande analcoliche sono ampiamente diffusi succhi di frutta e miscele dolci come il goombay punch e lo switcha, una bevanda a base di acqua, zucchero e diversi tipi di limetta del luogo.
A New Providence viene prodotta la birra Kalik. Per via della scarsa coltivazione di zucchero, le Bahamas non hanno mai assistito a una grande produzione di rum, a differenza di altri stati caraibici. Difatti molti cocktail a base di rum come il Bahama Mama, il Goombay Smash e lo Yellow Bird sono stati ideati per il mercato turistico. Tuttavia viene prodotto il Nassau Royale, un liquore a base di rum disponibile in diversi gusti. Il vino è poco diffuso per via degli elevati costi di importazione.

## La cucina bahamense all'estero
Data la stretta vicinanza con le Bahamas, in Florida è ampiamente diffusa la cucina bahamense. Si trovano facilmente piatti a base di strombo e viene commercializzata la birra Kalik. Inoltre gli stili bahamensi si sono mescolati con il soul food, la cucina degli afroamericani che abitano nella Florida meridionale. A Miami ci sono diversi ristoranti e catene che offrono cucina bahamense.